# Національний історичний архів Білорусі (Гродно)
«Національний історичний архів Білорусі в м. Гродно» (НІАБ в м. Гродно) або Державний заклад «Національний історичний архів Білорусі в м. Гродно» (НІАБ в м. Гродно); біл. Дзяржаўная ўстанова «Нацыянальны гістарычны архіў Беларусі ў г. Гродна» (НГАБ ў г. Гродна); рос. Государственное учреждение «Национальный исторический архив Беларуси в г. Гродно» (НИАБ в г. Гродно) — історичний архів, який забезпечує зберігання Національного архівного фонду Республіки Білорусь. Хронологічні межі охоплюють XVI — початок XX ст. Розташований в місті Гродно, Гродненської області.

## Історія архіву
- 11 лютого 1940 року є датою заснування НІАБ в м. Гродно. Тоді було створено філіал Центрального історичного архіву Білоруської Радянської Соціалістичної Республіки (БРСР) в м. Гродно.
- В 1960 році філіал було перетворено в Центральний державний історичний архів БСРС.
- Після здобуття Республіки Білорусь незалежності. В травні 1993 року архів було перейменовано в Білоруський державний історичний архів.
- З червня 1995 року архів було перейменовано на Національний історичний архів в м. Гродно.
- З 1996 року та дотепер архів було перетворено Національний історичний архів Білорусі (НІАБ) в м. Гродно.
- З 2001 року архів носить назву Державний заклад "Національний історичний архів Білорусі в м. Гродно.

## Фонди
Кількість фондів архіву становить: 1310 фондів, 415239 одиниць зберігання.

Хронологічний період архіву: XVI — початок XX ст.

Територіальні межі:
- Велике князівство Литовське;
- Річ Посполита;
- Гродненська губернія Російської імперії;
- Вілейський, Дісненський, Лідський, Ошмянський повіт Віленської губернії Російської імперії.

НІАБ в м. Гродно представлено наступними фондами: Канцелярії гродненського губернатора, Гродненського губернського статистичного комітету, серед яких колекції інвентарів поміщиків володінь поміщицьких володінь, фонди особового характеру, документи, серед них документи які подають генеалогічну інформацію. У доволі масивній за обсягом інформації документів щодо колишньої Гродненської губернії, надають свідчення щодо демографічної особливості, адміністративно-територіальних поділів, підприємницькі збірки, документи навчальних закладів, франко-російської війни, історії повстань 1830–1831 рр. та 1863 року.
Комплекс документів представлено про історію економічної історії Гродненської губернії, підготовці та проведенню селянської та столипінської аграрної реформ, особливості земельного володіння та справам присутності селян, світові посередники та інвестиції, документи земельного устрою та комісій земських, губернських голів та інші.
Фонди господарсько-економічних закладів мається на увазі будівництво, документи про спорудження будівель, склад та рівень місцевого виробництво, оренду, продаж лісу та казенних маєтків, проведення кредитних операцій, при цьому в наявності статистичні відомості за губернії.

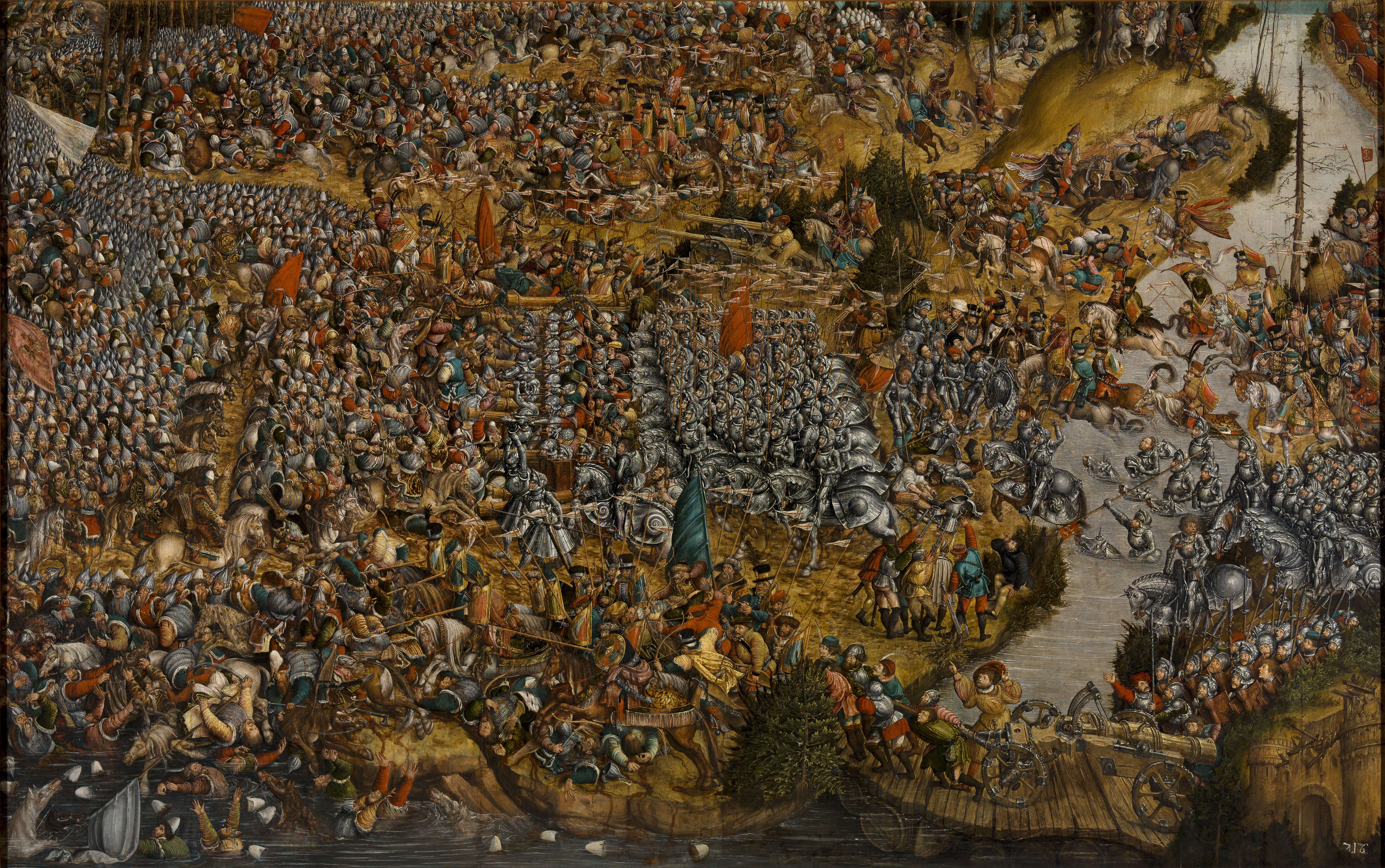
Битва під Оршею

Фонди органів охорони здоров'я, різноманітних суспільних та благочинних товариств складають історію розвитку охорони здоров'я, стан притулків, будинків для сиріт, показує традицію благодійності.
Документи генеалогічно, майнового типу складені у фондах органів станового самоуправління, фінансово-податкових закладів, деяких документах закладів релігійних конфесій тощо.
У сімейних фондах поміщиків Гродненської губернії Биховців, Слізнів на зберіганні НІАБ м. Гродно є особове та ділове листування, інвентарні описи маєтків, свідчення про продаж, застав, спадкування майна. В фонді поміщиків Булгаріних в наявності лише особове та ділове листування.
Комплекс документів фонду «Інвентарі поміщицьких маєтків» складає колекції описів маєтностей, сіл, фільварків, повітів Гродненської губернії — що є важливим джерелом історії білоруського села.
Найціннішими та цікавими документами є: заповіт Тадеуша Костюшка від 4 квітня 1817 року про звільнення селян села Сехновичі Кобринського повіту, метричні книги про народження А. Пашкевич, Я. Купали, документи життя та діяльності ряд суспільно-політичних, наукових, культурних діячів (П. Багріма (П. Багрима, Е. Ожешко, І. Домейко тощо); інвентарні описи, плани, чернетки костьолів, церков, монастирів, маєтків, міст, документів з історії пам'яток, архітектури, культури. Привілея великого князя Великого князівства Литовського та короля Польщі Сигізмунда I за 1511 рік, про підтвердження права Волковиського костьолу на десятину податків та інші.

## Науково-довідковий апарат
Тематичні

Дирекція народних училищ та інспектори народних училищ (фф. 38, 839, 840, 841, 842, 1111, 1703);

Магістрати (фф. 583, 676, 681, 875, 979, 1342, 1347, 1372);

Міські думи та управи (фф. 125, 288, 492, 873, 874, 1046, 1192, 1562, 1563, 1564);

Міські та повітові поліцейські керування (фф. 77, 78, 117, 336, 674, 703, 704, 714, 1233, 1558, 1567);

Військові начальники (фф. 970, 1091, 1159, 1624, 1669, 1715, 1716, 1717, 1718, 1719).
Іменні

Податкові інспектори Гродненського повіту (фф.304,305);

Податкові інспектори Слонімського повіту (фф.307,308);

Повітові суди Гродненської та частково Віленської губерній (51 фонд).
Географічні

Повітові землевпоряджувальні комісії (фф. 82, 83, 84, 85, 86, 87, 1535).
Навчальні заклади

Дирекція народних училищ та інспектори народних училищ (фф. 38, 839, 840, 841, 842, 1111, 1703).
Церков, костьолів, синагог, мечетей

Деканати (фф. 880, 886, 890, 892, 904, 906, 915, 918, 919, 920, 923, 924, 930, 1038, 1803, 1812);

Благочиння (фф. 871, 887, 891, 922, 992, 1031, 1039, 1477, 1797, 1813, 1814, 1815);

Консисторії (фф. 561, 1621, 1772);

Метричні книги церков, які зберігаються в НІАБ в м. Гродно;

Метричні книги синагог м. Гродно, Брестського повіту Гродненської губернії, Лідського, Дісненського повітів Віленської губернії (17 фондів);

Метричні книги мечетей Лідського, Ошмянського повітів Віленської губернії (фф.1824,1834);

Метричні книги старообрядницьких, євангелічно-лютеранських, євангелічно-реформаторських церков Корбинського, Волковиського, Брестського повітів Гродненської губернії, Ошмянського повіту Віленської губернії (фф.1786,1846,1847,1848,1872).
Географічні

Приходи Гродненської та Віленської губернії (Вілейського, Дісненського та Лідського повітів);

Парафії Гродненської та Віленської губернії (Дісненського, Лідського та Ошмянького повітів).

### Тематичні, географічні, іменні
Ф. 1 Канцелярія Гродненського губернатора;

Ф. 2 Гродненське губернське керування;

Ф. 6 Гродненська канцелярія цивільних справ Цесаревича Головнокомандувача Литовським окремим корпусом;

Ф. 8 Будівництво відділення Гродненського губернського правління;

Ф. 9 Канцелярія лікарського відділення губернського правління;

Ф. 10 Гродненське губернське за селянським справами присутності;

Ф. 11 Гродненська губернська креслярська комісія;

Ф. 27 Гродненське губернське відділення Державного банку;

Ф. 30 Гродненське губернське акцизне управління;

Ф. 32 Гродненська губернська землевпорядна комісія;

Ф. 39  Ветеринарне відділення Гродненського губернського правління;

### Тематичні, географічні
Ф. 12 Гродненська губернська комісія народного продовольства;

Ф. 13 Гродненський губернський розпорядчий комітет;

Ф. 14 Гродненський губернський статистичний комітет;

Ф. 15 Гродненський губернський наказ суспільної ганьби;

Ф. 17 Гродненська губернська за міськими справами присутність;

Ф. 18 Гродненська губернська присутність;

Ф. 23 Гродненська губернська контрольна палата;

Ф. 29 Гродненське відділення селянського поземельного банку;

Ф. 31 Гродненське губернське управління землеробства і держмайна;

Ф. 35 Гродненський окружний суд;

Ф. 39 Прокурор Гродненського окружного суду;

Ф. 44 Гродненське губернське особливе о земській повинності присутність;

Ф. 99 Управління Гродненського поштового-телеграфного округу.

Іменні, географічні

Ф. 7 Білостокська канцелярія цивільних справ цесаревича, головнокомандуючого Литовським окремим корпусом;

Ф. 96 Гродненський губернський комітет для складання та розгляду інвентарів поміщицьких маєтків;

Ф. 80 Білостокська повітова землевпорядна комісія;

Ф. 81 Бєльська повітова землевпорядна комісія;

Ф. 88 Сокільська повітова землевпорядна комісія;

Ф. 276 Канцелярія тимчасового генерал-губернатора м. Білосток і Білостокського повіту;

Ф. 332 Гродненське губернське дворянське депутатське зібрання;

Ф. 7 Білостокська канцелярія цивільних справ цесаревича, головнокомандуючого Литовським окремим корпусом.

Тематичні

Ф. 108 Управління Біловезькою питомою пущею;

Ф. 525 Білоруська православна єпархія
.
Тематичні, іменні

Ф. 1663 Слимаки;

Ф. 1664 Биховці;

Іменні

Ф. 108 Гродненська повітова з військовою повинністю присутність (оп.1);

Ф. 867 Більська повітова з військовою повинністю присутність (оп.1);

Ф. 869 Волковиська повітова з військовою повинністю присутність (оп.2);

Ф. 1022 Слонімськома повітова з військовою повинністю присутність (оп.2).

Географічні

Ф. 97 Гродненське губернське церковно-будівельне присутність.
Систематична картотека 170825 карт.;

Імена картотека 7093 карт..
Автографи, відомих людей XVIII—XX ст.;

Повстання 1863—1864 рр.;

Геральдика та сфрагістика.
Суспільне піднесення та революційна ситуація в Гродненській губернії кінця 50-х - поч. 60-х рр. XIX ст.;

Історія розвитку сільського господарства Гродненської губернії в 1830—1914 рр.;

Історія театру Гродненської губернії XIX — поч. XXI ст.;

Історія містобудування, архітектури, охорони пам'ятників історії та культури Гродненської губернії XIX — поч. ХХ ст.;

Документи та матеріали з історії революційного народництва 70-х рр. XIX ст.;

Історія Гродненської тютюнової фабрики;

Документи та матеріали з історії міграції населення Гродненської губернії.
Гродненська губернія в Повному зібранні законів Російської імперії;

Покажчики населених пунктів парафій і приходів Гродненської та Віленської губерній;

Характеристики архівних фондів, що містять документи з історії Польщі;

Плани культових споруд Гродненської губернії;

Каталог літератури науково довідкової бібліотеки з краєзнавства Гродненщини.

В архіві є путівник, складений у 1965 році. Та абеткові покажчики щодо метричних книг різних повітів Віленської та Гродненської губерній.

## Науково-довідкова бібліотека архівів
Бібліотека зберігає станом на 2015 рік друковані видання в обсязі 11 965 одиниць, періодики на 5 330 одиниць. На зберіганні бібліотеки є стародруки та антикварні букіністичні видання часів Російської імперії. 